# Opel Insignia A
| Sonstige Messwerte                        | Sonstige Messwerte              |
| ----------------------------------------- | ------------------------------- |
| CO2-Emission:                             | 116–268 g/km                    |
| Kraftstoffverbrauch kombiniert (EG-Norm): | 4,4–11,4 l/100 km               |
| Sterne im Euro-NCAP-Crashtest             | 5 Sterne im Euro-NCAP-Crashtest |

Der Opel Insignia A ist ein Pkw-Modell des Automobilherstellers Opel. Er wird der Mittelklasse zugerechnet und wurde ab Herbst 2008 verkauft. Er löste den bis Sommer 2008 hergestellten Vectra ab. Mit dem Modellwechsel wurde die Produktion des auf dem Vectra basierenden Signum ebenfalls im Sommer 2008 eingestellt.
Im Vereinigten Königreich wurde der Wagen unter dem Markennamen Vauxhall angeboten. Der im Herbst 2009 erschienene Buick Regal ist baugleich mit dem Insignia. Auf der gleichen Plattform GM Epsilon 2 basieren zudem der Chevrolet Malibu und der Saab 9-5 II, auf einer Variante der Plattform mit einem längeren Radstand der etwas größere Buick LaCrosse der zweiten Generation, der südkoreanische Alpheon sowie der Chevrolet Impala und der Cadillac XTS.
Bis zum 18. Januar 2017 war das Modell bestellbar, das letzte Fahrzeug rollte im April 2017 vom Band. Insgesamt produzierte Opel 944.670 Insignia der ersten Generation. Das Nachfolgemodell Insignia B wurde am 26. Juni 2017 eingeführt.

## Modellgeschichte

### Allgemeines
Erstmals wurde der Insignia im Juli 2008 auf der British International Motor Show präsentiert. Zum Verkaufsstart im November 2008 kam er als viertürige Stufenheck- und als fünftürige Schräghecklimousine auf den Markt.
Im März 2009 folgte die Kombiversion, die seitdem nicht mehr wie bei den früheren Opel-Modellen üblich Caravan, sondern Sports Tourer heißt. Vorgestellt wurde sie im Oktober 2008 auf dem Pariser Autosalon. Zum zehnjährigen Jubiläum des Opel Performance Center, OPC, wurde im Mai 2009 in Barcelona der Insignia OPC vorgestellt. Er hatte eine neu entwickelte HiPerStrut (High Performance Strut)-Vorderachse und einen 239 kW (325 PS) starken V6-Motor.
Das Design des neuen Modells orientiert sich laut Marketingchef Alain Visser stark an dem der Studie GTC. Um die Eigenständigkeit innerhalb des Opel-Programms zu zeigen, verweist die C-Säule der Kombilimousine auf den sogenannten Hofmeister-Knick.
Der Insignia ist etwas größer als der letzte Vectra, der Preis wurde leicht erhöht.
Die Listenpreise reichten bei der Markteinführung im November 2008 von 22.700 Euro (1.6) bis 41.575 Euro (2.8 V6 Turbo Automatik 4×4 Cosmo) für die Modellvarianten in der jeweiligen Grundausstattung, mit Vollausstattung betrug der Listenpreis des 'Sports Tourer' 55.075 Euro.
Optisch sind die Limousinen nahezu identisch. Der Unterschied liegt beim Anschlag der Heckklappe: Beim fünftürigen Schrägheck ist diese am Dach angeschlagen, beim viertürigen Stufenheck unterhalb der Heckscheibe. Zudem verfügt das Schrägheck über einen Heckscheibenwischer, der jedoch nicht serienmäßig ist.

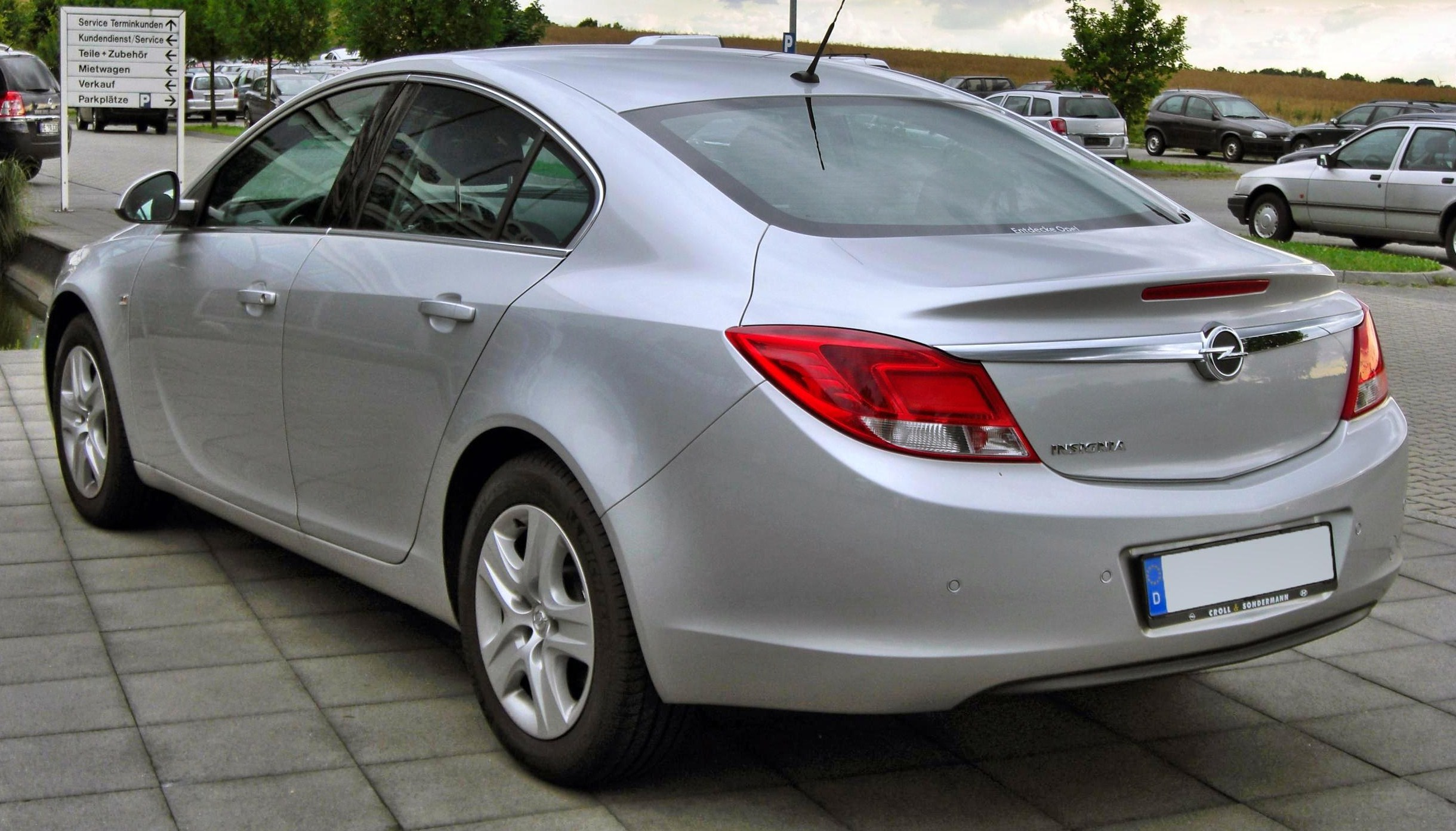
Heckansicht
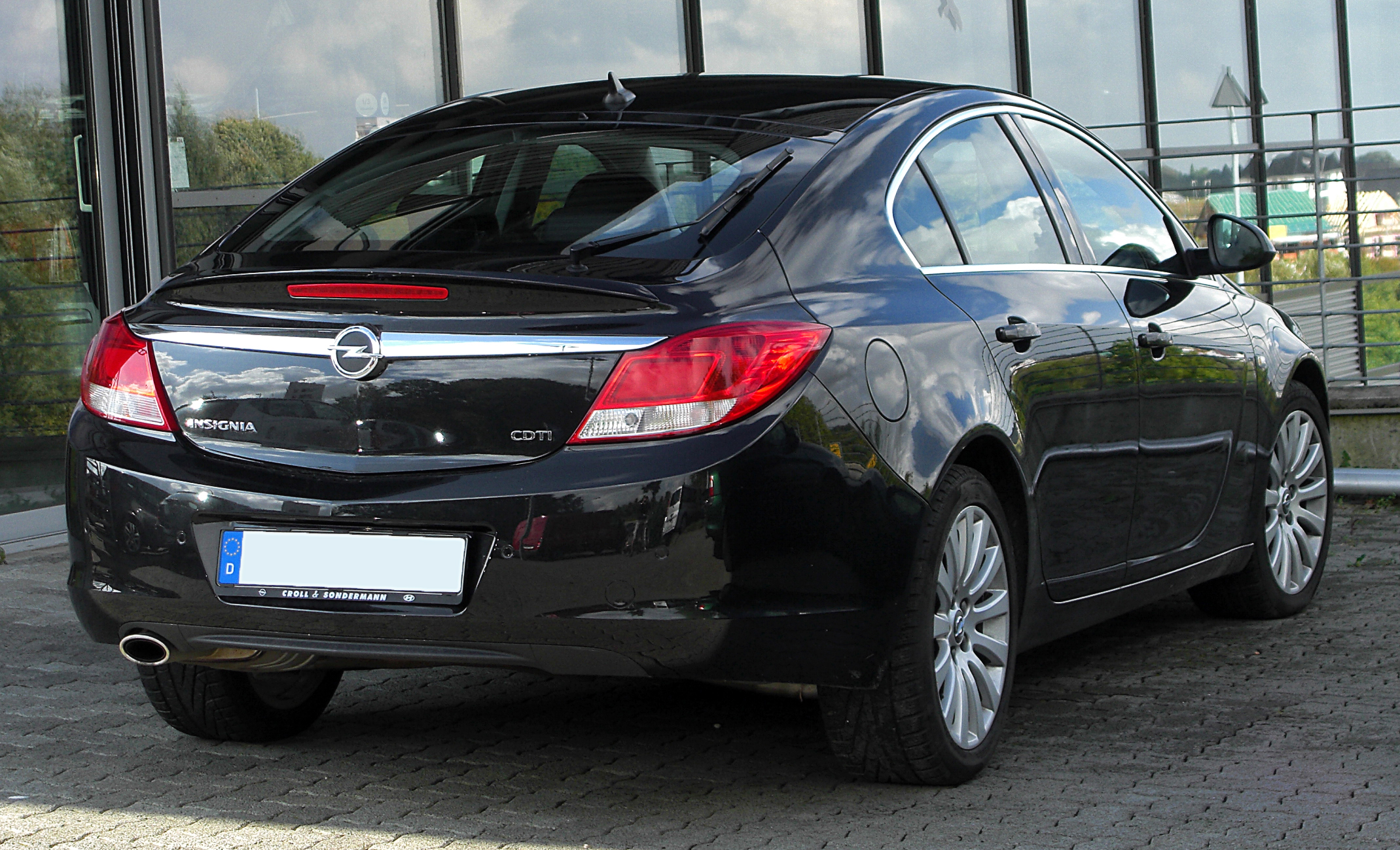
Opel Insignia Fünftürer (2008–2013)
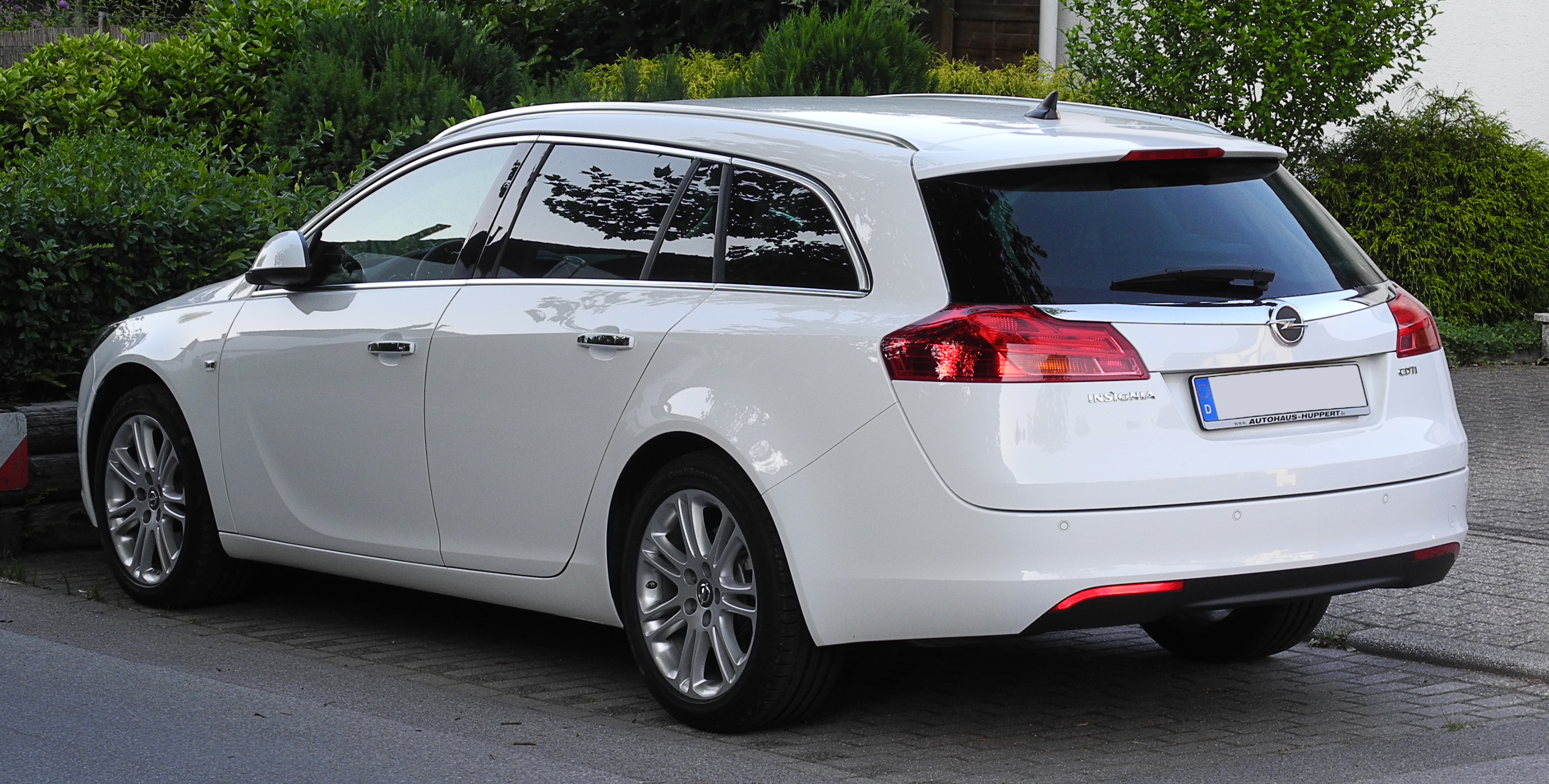
Opel Insignia Sports Tourer (2009–2013)
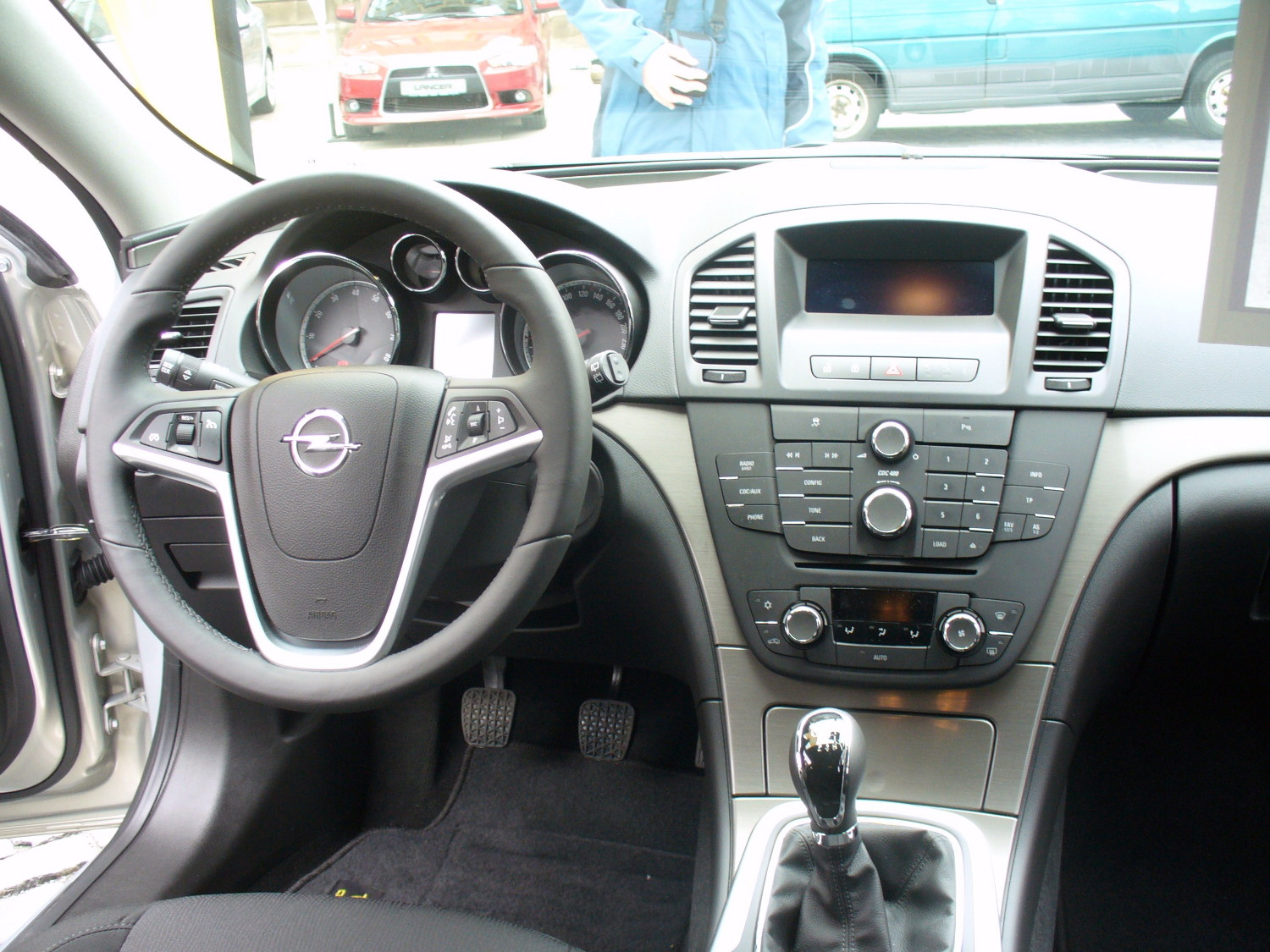
Innenraum
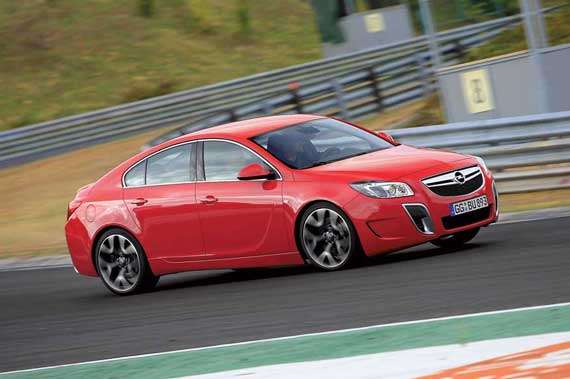
Opel Insignia OPC (2009–2013)
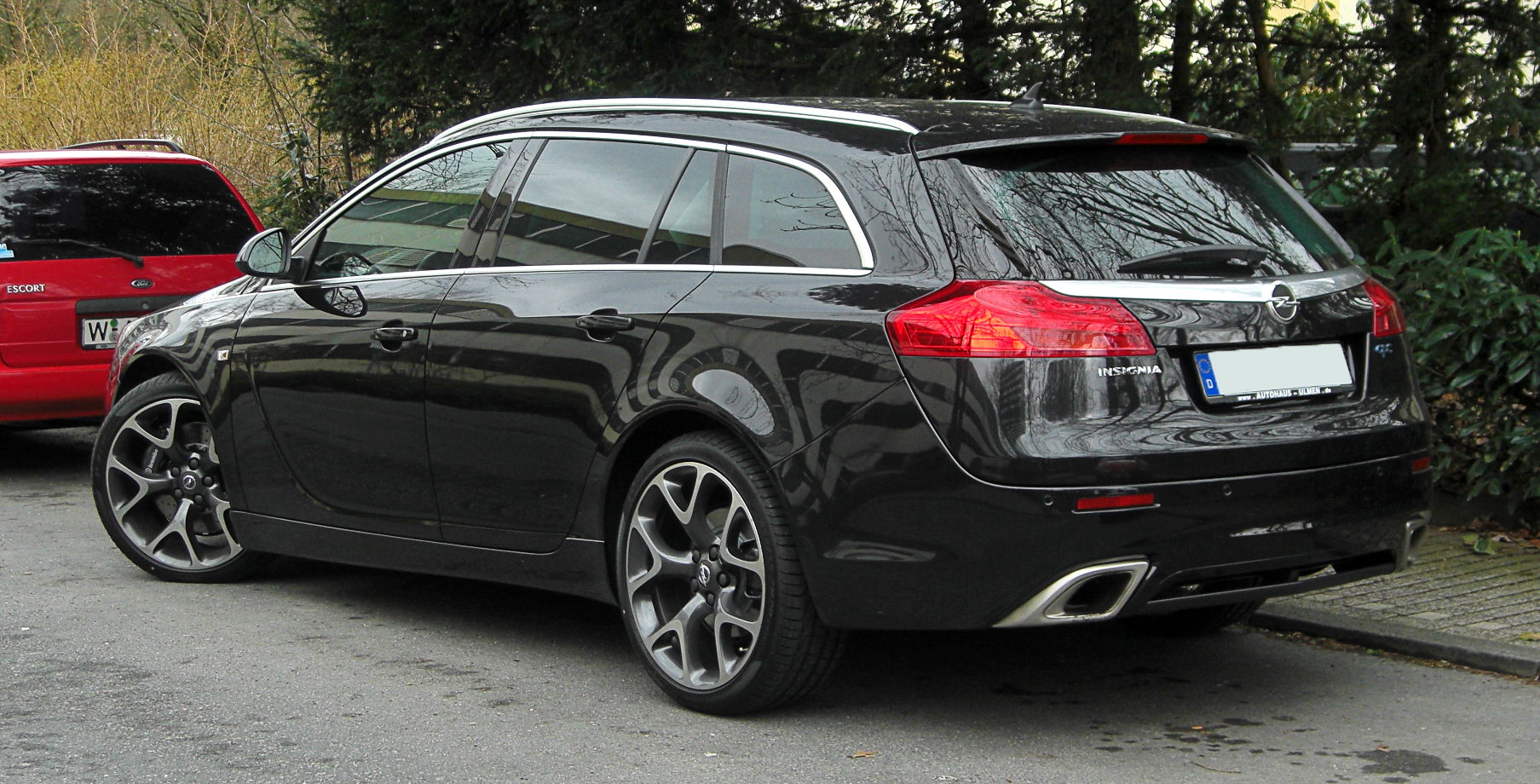
Opel Insignia OPC Sports Tourer (2009–2013)
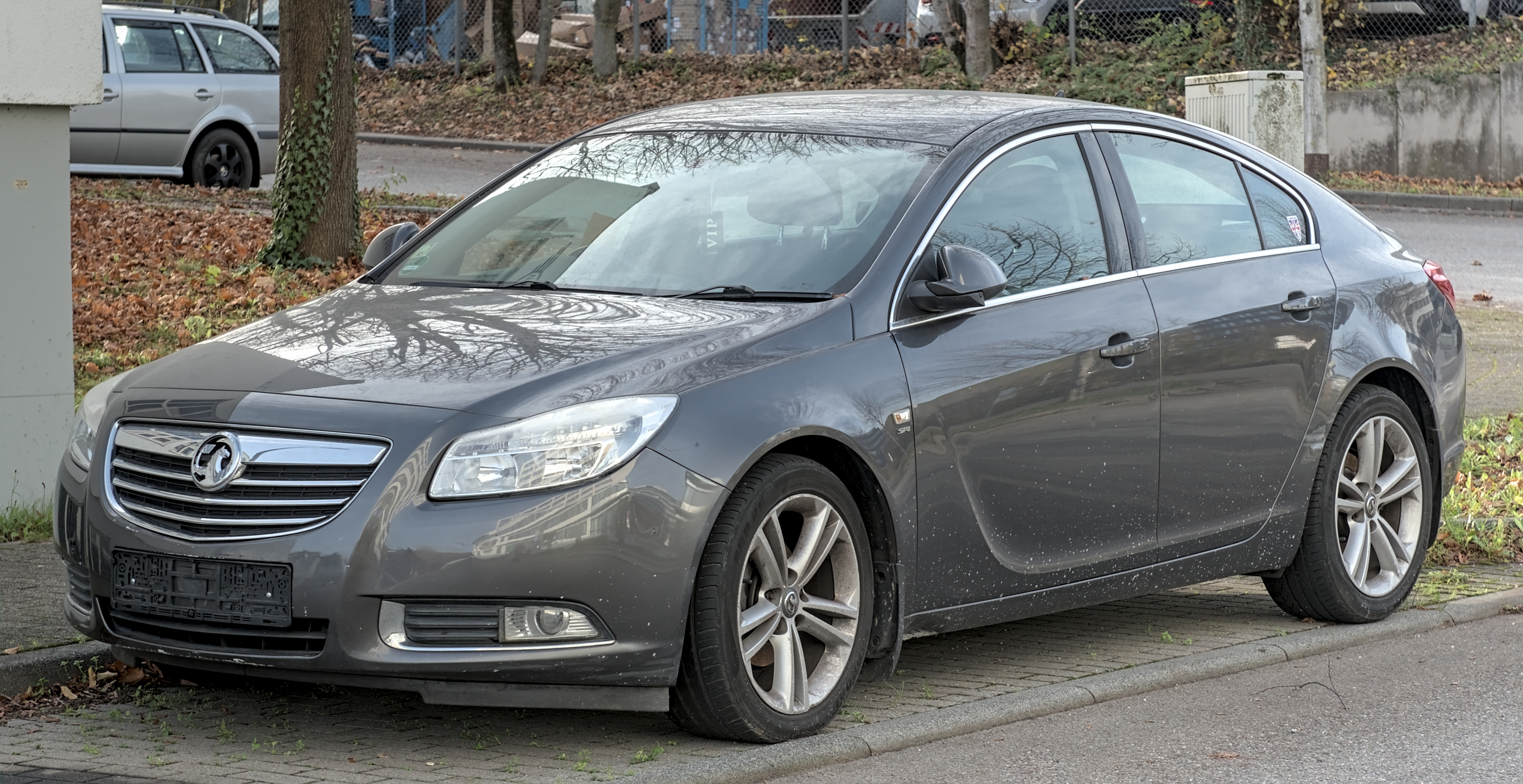
Vauxhall Insignia Fünftürer

### Modellpflege
Im Juni 2013 wurde der Insignia einer Modellpflege unterzogen.
Dabei wurden die Frontscheinwerfer modifiziert und mit LED-Leisten versehen. Zudem wurden die Stoßfänger samt der Einfassung der Nebelscheinwerfer geändert. Am Heck wurde ähnlich wie beim Cabriolet Cascada eine breite Chromspange integriert, die bis in die Heckleuchten reicht. Die Rückleuchten erhielten serienmäßig ein LED-Rück- und Bremslicht.
Aus technischer Sicht gab es ebenfalls Änderungen: Es kamen zum Teil neue Motoren zum Einsatz, darunter zwei neue Direkteinspritzer-Benziner mit Turbolader, die aus 1,6 Litern Hubraum 125 kW (170 PS) und als 2,0 SIDI 184 kW (250 PS) leisten. Bei den beiden kleinsten Dieselmotoren wurde die Leistung um jeweils 7 kW/10 PS (81 auf 88 kW/110 auf 120 PS bzw. 96 auf 103 kW/130 auf 140 PS) erhöht und der Verbrauch gesenkt. Größter Dieselmotor war ein neuer 2,0 CDTI mit 143 kW (195 PS). Die Preise starteten bei 24.325 € (Stand: 10. Juni 2013).
Neben dem Fahrwerk wurde auch der Innenraum gründlich überarbeitet. Das oft in der Fachpresse kritisierte Bediensystem wurde komplett ausgetauscht, es erhielt ein größeres und höher auflösendes Display und die Anzahl der Schalter wurde deutlich reduziert. Hinzu kamen eine neue Bedieneinheit für die Klimaregelung, ein neues Lenkrad sowie die optionale halb-digitale Tachoeinheit, bei der je nach Wunsch verschiedene Informationen im Zentraldisplay angezeigt werden können. Dieses Ausstattungsmerkmal gab es bis dato in der Mittelklasse noch nicht.
Der modernisierte Insignia kam Ende September 2013 nach der Präsentation auf der IAA in den Handel. Das erste für den Verkauf bestimmte Fahrzeug rollte bereits am 22. August 2013 im Stammwerk Rüsselsheim vom Band.

### Country Tourer
Gegen Jahresende 2013 erschien zur Komplettierung der Palette des Kombi auch eine höhergelegte Variante, die unter der Bezeichnung Insignia Country Tourer verkauft wurde.
Das Fahrzeug bietet eine erhöhte Bodenfreiheit, Offroad-Verkleidung rundum, Unterfahrschutz vorn wie hinten sowie verbreiterte Kotflügel. Der Motorraum wurde mit einem Unterfahrschutz aus Aluminiumplatte gegen Beschädigungen von unten abgesichert.
Der Insignia Country Tourer wurde mit zwei Otto- (1,6 l mit 125 kW/170 PS und 2,0 mit 184 kW/250 PS) sowie zwei Dieselmotoren (2,0 CDTI mit 120 kW/163 PS [ab Januar 2015: 125 kW/170 PS] und 143 kW/195 PS) angeboten. Allrad war bei dem Diesel eine zusätzliche Ausstattungsoption.

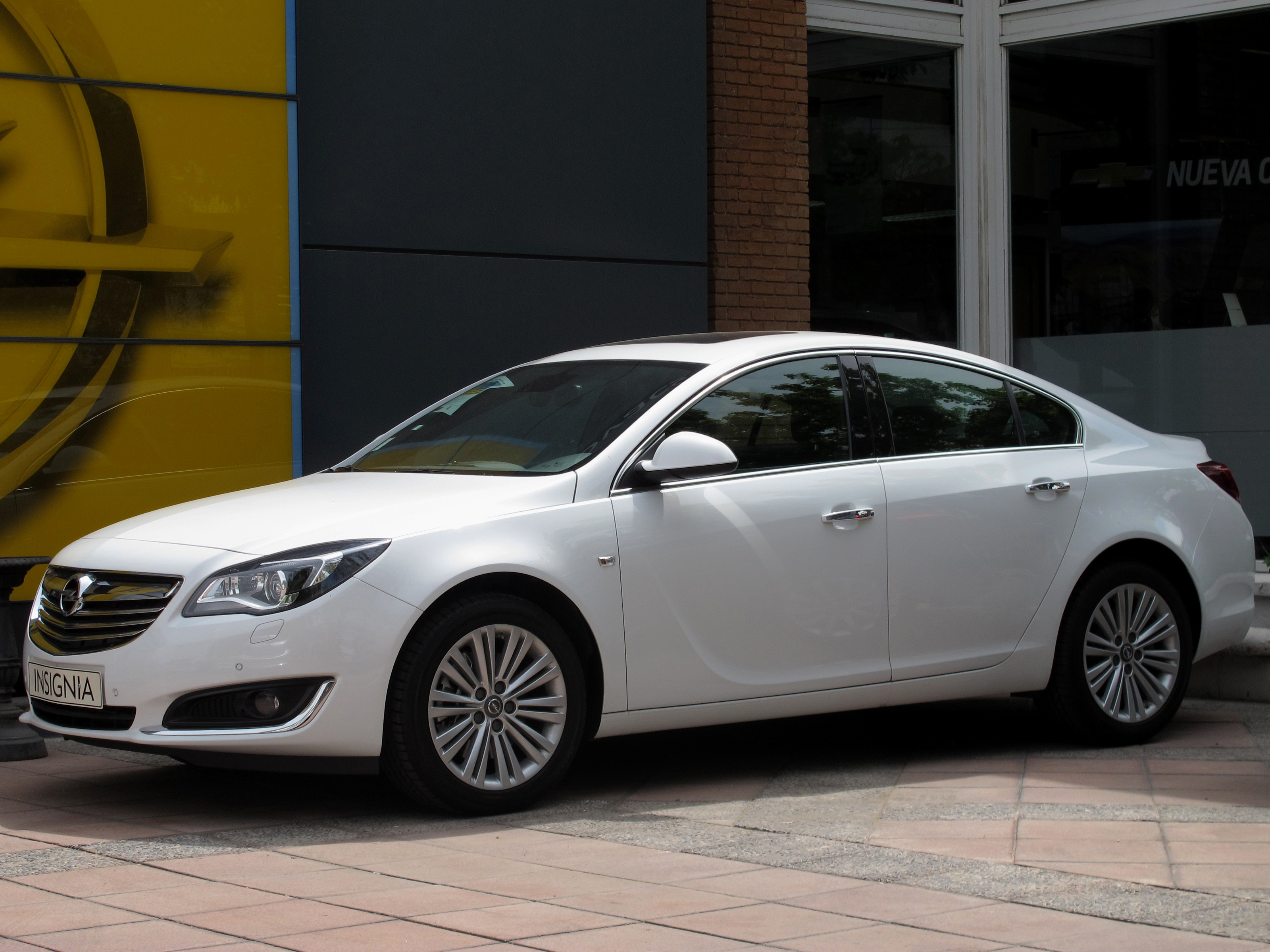
Opel Insignia Viertürer (2013–2017)
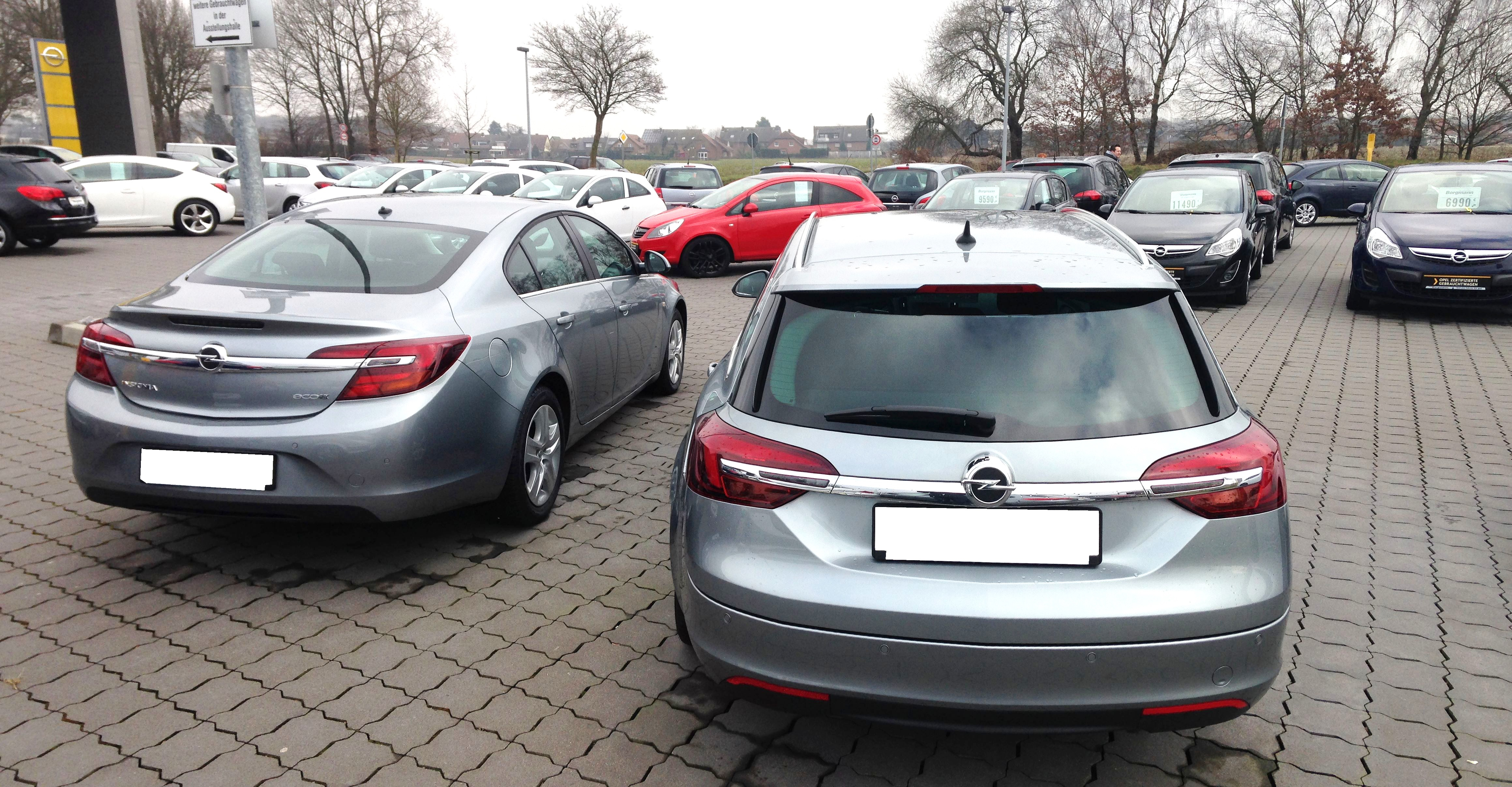
Insignia als Viertürer und Sports Tourer
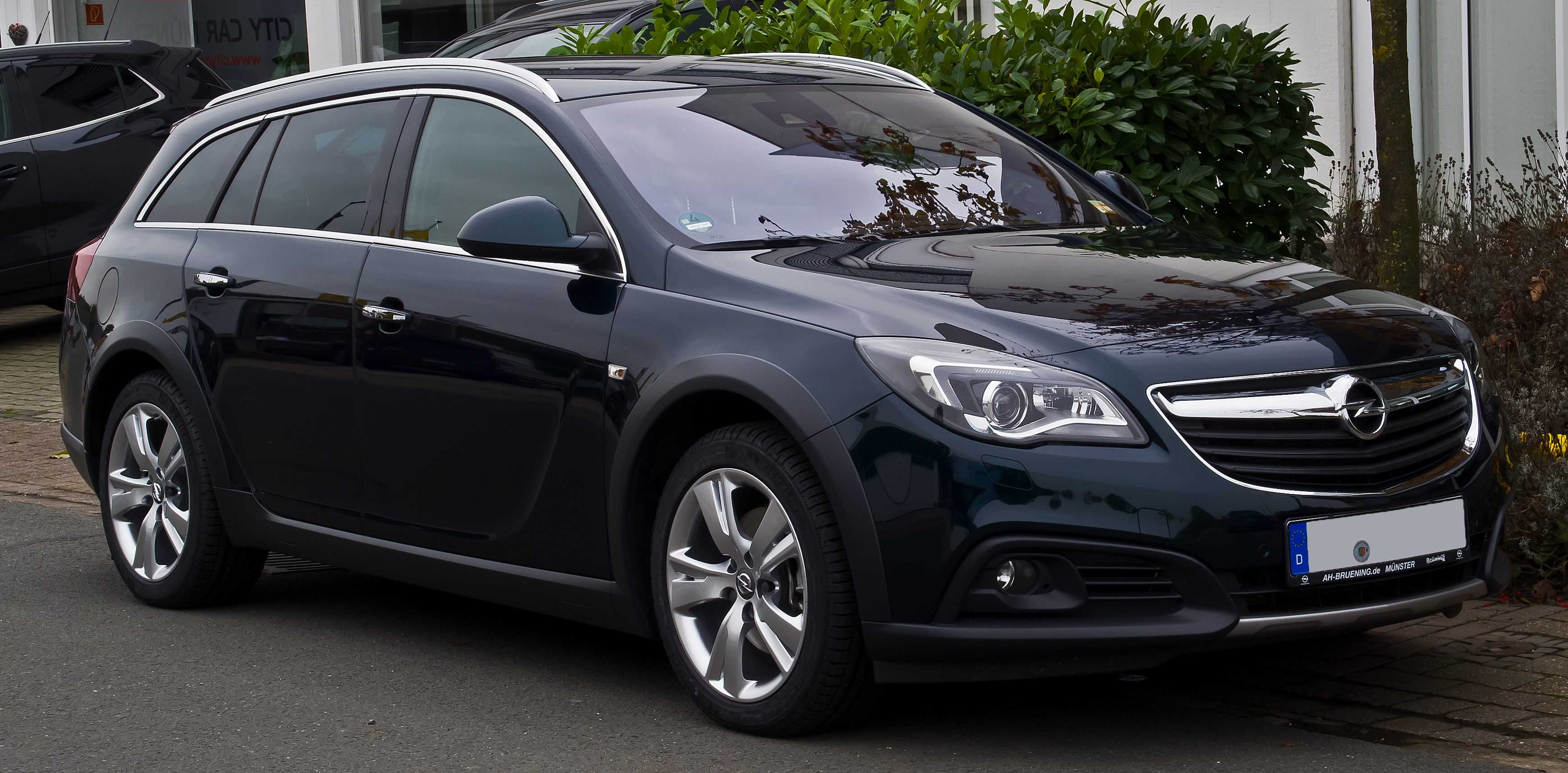
Opel Insignia Country Tourer (2013–2017)
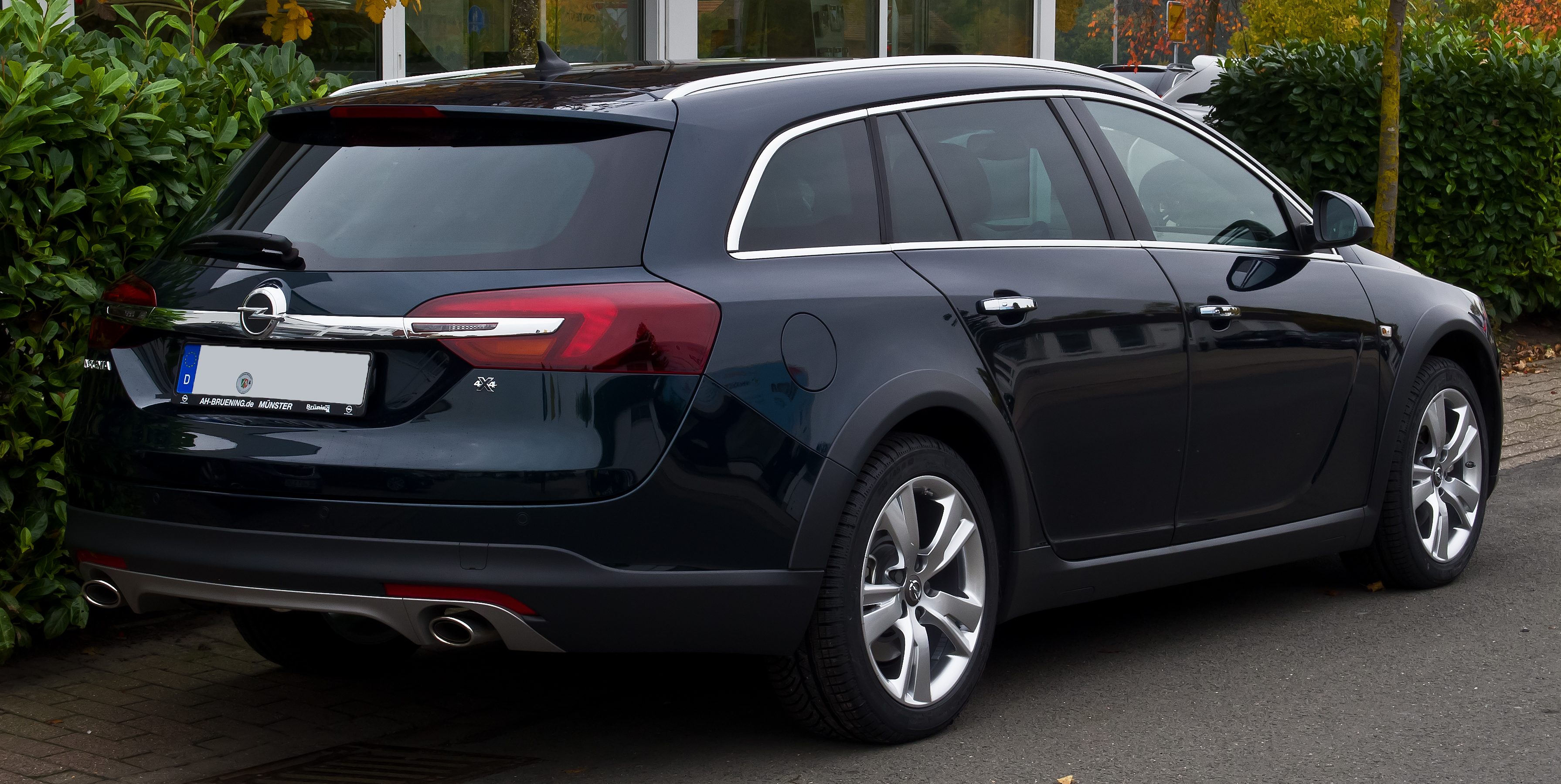
Heckansicht
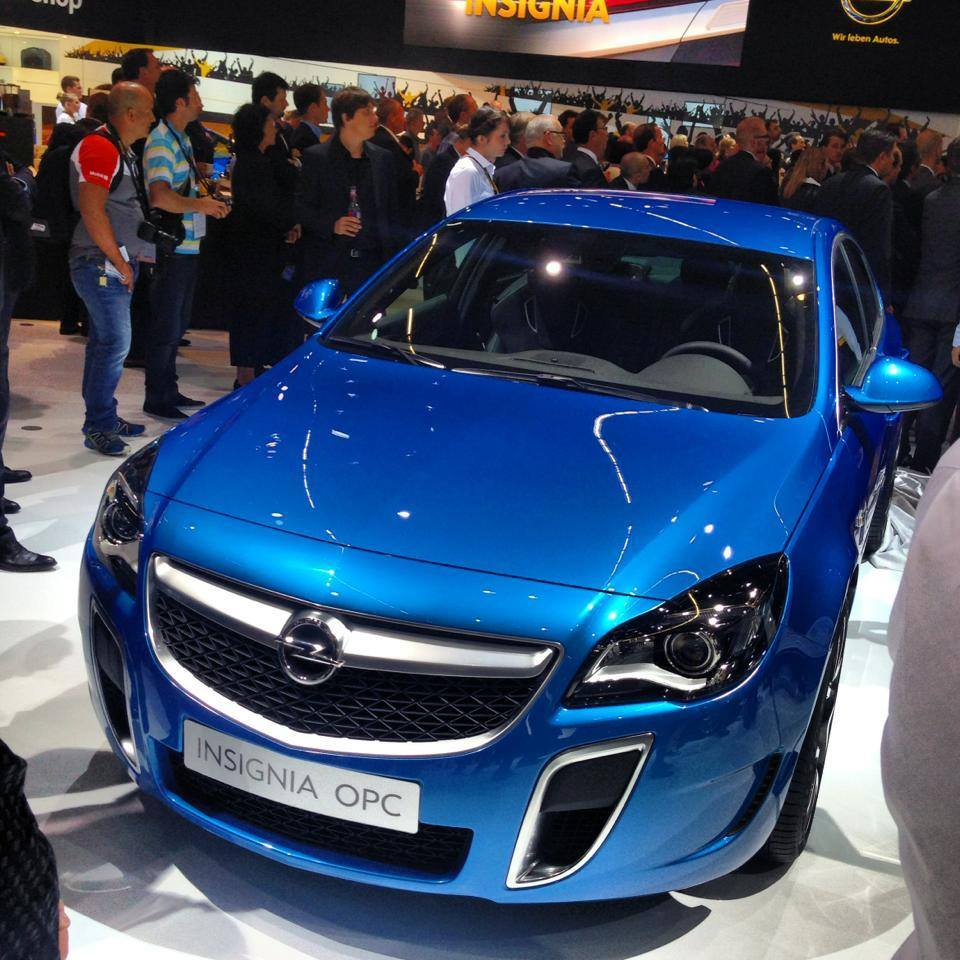
Opel Insignia OPC (2013–2017)

## Ausstattungsbesonderheiten
Als erstes Fahrzeug der Opel-Produktpalette erhielt der Insignia ein verbessertes Scheinwerfersystem (AFL+ genannt), das anstelle des bisherigen im Vectra verbauten AFL (Bi-Xenon mit dynamischem Kurvenlicht, statischem Abbiegelicht über eigene Halogenreflektor-Lampe mit 90° Abstrahlwinkel und Autobahnlicht) zusätzlich auch für spezifische Fahrweisen gesonderte Einstellungen verwendet (z. B. Schlechtwetterlicht mit anderer Leuchtdichtesteuerung zur Vermeidung von Selbstblendung, Wohnstraßenlicht für geringe Geschwindigkeit, automatisches Aufblenden mit Fernlichtassistent etc.). Die Scheinwerfereinheiten erhielten außerdem ein Tagfahrlicht in LED-Technik.
Eine weitere Neuheit in diesem Segment war die optional erhältliche Frontkamera. Das sogenannte „Opel Eye“ enthält einen Spurhalteassistent und eine Verkehrszeichenerkennung, die bestimmte Verkehrszeichen (Geschwindigkeitsbeschränkungen, Verbotszeichen) erkennt und auf dem Display anzeigt. Das System wurde von Opel zusammen mit Hella entwickelt. Der Spurhalteassistent warnt beim unbeabsichtigten Verlassen der Fahrspur.
Der adaptive Allradantrieb mit Haldex-Kupplung ist beim Fahrzeugstart automatisch aktiv, um die Kraftübertragung zu verbessern und leitet, wenn keine Traktion mehr auf der Hinterachse gebraucht wird, zur Senkung des Verbrauchs 90 % des Drehmoments zur Vorderachse. Das von Opel als Flex Ride Premium bezeichnete Fahrwerk kann in den Modi Normal, Tour und Sport eingestellt werden. Die Instrumentenbeleuchtung ist weiß, beim Aktivieren des Sportmodus ändert sie sich in Rot.
Erstmals gab es in einem Opel auch Seitenairbags für die hinteren Sitze, für die vorderen Sitze ist eine Sitzbelüftung erhältlich.

## Motoren
Zum Verkaufsstart des Opel Insignia gab es sieben Motoren zur Auswahl: vier Otto- und drei Diesel-Motoren. Alle Motoren erfüllten serienmäßig die Euro-5-Norm.
Der Antrieb beim Insignia erfolgt über die Vorderräder. Die Ausnahmen bilden die 2,8-l-Turbo-Benziner mit 191 kW (260 PS) und 239 kW (325 PS) sowie der ab 2011 verkaufte 2,0-l-Turbo mit 184 kW (250 PS), da sie serienmäßig über Allradantrieb verfügen. Bei den zwei stärksten Dieseln standen beide Antriebskonzepte zur Wahl. Das Sechsstufen-Automatikgetriebe wurde für alle Motoren außer für die 1,4-, 1,6- und 1,8-Liter-Ottomotoren sowie den schwächsten Dieselmotor angeboten.
Im Frühjahr 2009 wurden mit einem 1,6-l-Turbo-Benziner mit 132 kW (180 PS) und einem 2,0-CDTI-Twin-Turbo-Diesel mit 140 kW (190 PS) zwei weitere Motorvarianten vorgestellt. Ebenfalls eingeplant war ein 2,9-V6-CDTI-Diesel mit 550 Nm Drehmoment und einer Leistung von 191 kW (260 PS). Anlässlich der Pressevorstellung des 2,0-Liter-Biturbo-Diesels im März 2009 kündigten jedoch die Opel-Verantwortlichen an, dass der Start des V6-Diesels auf unbestimmte Zeit hinausgeschoben werde. Auch der 2,0-Liter-Biturbo-Diesel war nicht wie geplant im Sommer 2009, sondern erst ab Dezember 2011 verfügbar. Der 2-Liter-Motor entstand in Kooperation mit Fiat.
Eine ecoFLEX-Variante des 2,0-Liter-Diesels erweiterte 2009 die Motorenpalette des Insignia. Durch eine geänderte Aerodynamik und Motorsteuerung erreicht das mit dem 2,0-Liter-CDTI mit 118 kW (160 PS) ausgestattete Modell einen CO2-Ausstoß von unter 140 g/km, was etwa 5,0 l Diesel je 100 km entspricht.
Die OPC-Variante mit einem 2,8-Liter-V6-Turbomotor bietet eine Leistung von 239 kW (325 PS) sowie ein maximales Drehmoment von 435 Nm und war ab Sommer 2009 verfügbar. Ab April 2011 bot Opel die sogenannte Unlimited-Version, die auf eine Begrenzung der Höchstgeschwindigkeit verzichtet und als Stufenheckmodell mit manuellem Getriebe bis zu 270 km/h erreicht.
Im Frühjahr 2012 kam ein 2,0-Liter-Biturbo-Diesel für den Insignia in die Palette, der bei einem maximalen Drehmoment von 400 Nm 143 kW (195 PS) leistet. Dieser Motor ist eine Weiterentwicklung des 118-kW-Modells (160 PS). Der Verbrauch wird mit 4,9 l Diesel je 100 km angegeben. Dieser Motor wurde in allen Modellvarianten angeboten und war auch in Kombination mit Allrad und Automatik lieferbar.
Der im Oktober 2014 auf dem Pariser Autosalon vorgestellte neue „Flüster-Diesel“ mit 2,0 l Hubraum, 125 kW (170 PS) und einem Drehmoment von 400 Nm ersetzte ab Frühjahr 2015 den 120 kW (163 PS) starken Diesel. Hiermit knüpft Opel bereits an die neuen 1,6-l-Dieselmotoren aus dem Astra J an. Diese sollen ein drastisch gesenktes Geräusch- und Vibrationsniveau, mehr Leistung und weniger Verbrauch aufweisen. Des Weiteren erfüllt dieser Motor die Euro-6-Norm.

### Ottomotoren
|                                                                       | 1.4 Turbo ecoFLEX                                  | 1.4 Turbo LPG ecoFLEX                              | 1.6                                 | 1.6 Turbo                                          | 1.6 SIDI Turbo ecoFLEX                             | 1.8                                 | 2.0 Turbo (ecoFLEX)                                | 2.0 Turbo (ecoFLEX) 4x4                            | 2.0 SIDI Turbo ecoFLEX                             | 2.8 V6 Turbo 4x4                                   | 2.8 V6 Turbo OPC                                   |
| Bauzeitraum                                                           | 06.2011–01.2017                                    | 07.2012–01.2017                                    | 08.2008– 06.2012                    | 08.2008– 06.2013                                   | 06.2013–01.2017                                    | 08.2008–05.2011, 06.2012–06.2013    | 08.2008– 06.2013                                   | 06.2011– 06.2013                                   | 06.2013–01.2017                                    | 08.2008– 06.2013                                   | 07.2009–01.2017                                    |
| Motorcode                                                             | A14NET                                             | A14NET                                             | A16XER                              | A16LET                                             | A16XHT                                             | A18XER                              | A20NHT-LDK / A20NFT                                | A20NFT                                             | A20NHT-LTG / B20NHT                                | A28NET                                             | A28NER                                             |
| Motorbauart                                                           | R4-Ottomotor mit Turbolader und Einzeleinspritzung | R4-Ottomotor mit Turbolader und Einzeleinspritzung | R4-Ottomotor mit Einzeleinspritzung | R4-Ottomotor mit Turbolader und Einzeleinspritzung | R4-Ottomotor mit Turbolader und Direkteinspritzung | R4-Ottomotor mit Einzeleinspritzung | R4-Ottomotor mit Turbolader und Direkteinspritzung | R4-Ottomotor mit Turbolader und Direkteinspritzung | R4-Ottomotor mit Turbolader und Direkteinspritzung | V6-Ottomotor mit Turbolader und Einzeleinspritzung | V6-Ottomotor mit Turbolader und Einzeleinspritzung |
| Hubraum                                                               | 1364 cm³                                           | 1364 cm³                                           | 1598 cm³                            | 1598 cm³                                           | 1598 cm³                                           | 1796 cm³                            | 1998 cm³                                           | 1998 cm³                                           | 1998 cm³                                           | 2792 cm³                                           | 2792 cm³                                           |
| Leistung                                                              | 103 kW (140 PS) bei 4900–6000 min−1                | 103 kW (140 PS) bei 4900–6000 min−1                | 85 kW (115 PS) bei 6000 min−1       | 132 kW (180 PS) bei 5500 min−1                     | 125 kW (170 PS) bei 6000 min−1                     | 103 kW (140 PS) bei 6300 min−1      | 162 kW (220 PS) bei 5300 min−1                     | 184 kW (250 PS) bei 5300 min−1                     | 184 kW (250 PS) bei 4500 min−1                     | 191 kW (260 PS) bei 5500 min−1                     | 239 kW (325 PS) bei 5250 min−1                     |
| Drehmoment                                                            | 200 Nm bei 1850–4900 min−1                         | 200 Nm bei 1850–4900 min−1                         | 155 Nm bei 4000 min−1               | 230 (266 mit Overboost) Nm bei 2200–5500 min−1     | 260 (280 mit Overboost) Nm bei 1650–3200 min−1     | 175 Nm bei 3800 min−1               | 350 Nm bei 2000–4000 min−1                         | 400 Nm bei 2400–3600 min−1                         | 400 Nm bei 2500–4500 min−1                         | 350 Nm (400 mit Overboost) bei 1900–4500 min−1     | 435 Nm bei 5250 min−1                              |
| Getriebe, serienmäßig                                                 | 6-Gang-Schaltgetriebe                              | 6-Gang-Schaltgetriebe                              | 6-Gang-Schaltgetriebe               | 6-Gang-Schaltgetriebe                              | 6-Gang-Schaltgetriebe                              | 6-Gang-Schaltgetriebe               | 6-Gang-Schaltgetriebe                              | 6-Gang-Schaltgetriebe                              | 6-Gang-Schaltgetriebe                              | 6-Gang-Schaltgetriebe                              | 6-Gang-Schaltgetriebe                              |
| Getriebe, optional                                                    | –                                                  | –                                                  | –                                   | –                                                  | 6-Stufen-Automatikgetriebe                         | –                                   | 6-Stufen-Automatikgetriebe                         | 6-Stufen-Automatikgetriebe                         | 6-Stufen-Automatikgetriebe                         | 6-Stufen-Automatikgetriebe                         | 6-Stufen-Automatikgetriebe                         |
| Antriebsart, serienmäßig                                              | Vorderradantrieb                                   | Vorderradantrieb                                   | Vorderradantrieb                    | Vorderradantrieb                                   | Vorderradantrieb                                   | Vorderradantrieb                    | Vorderradantrieb                                   | Allradantrieb                                      | Vorderradantrieb                                   | Allradantrieb                                      | Allradantrieb                                      |
| Antriebsart, optional                                                 | –                                                  | –                                                  | –                                   | –                                                  | –                                                  | –                                   | Allradantrieb                                      | –                                                  | Allradantrieb                                      | –                                                  | –                                                  |
| Beschleunigung 0 bis 100 km/h in s (1)                                | 10,9                                               | 12,4                                               | 12,9                                | 8,9                                                | 9,2                                                | 11,4                                | 7,6                                                | 7,5                                                | 7,5                                                | 6,9                                                | 6,0                                                |
| Höchstgeschwindigkeit, km/h (1)                                       | 205                                                | 195                                                | 192                                 | 225                                                | 220                                                | 207                                 | 235                                                | 250                                                | 250                                                | 250 (elektronisch abgeregelt)                      | 250 (elektronisch abgeregelt) 270 (OPC Unlimited)  |
| Kraftstoffverbrauch (nach EWG-Richtlinie, kombiniert in l/100 km) (1) | 5,7                                                | 7,6 (Autogas)                                      | 7,5                                 | 7,7                                                | 6,3                                                | 7,6                                 | 8,9                                                | 8,4                                                | 7,8                                                | 11,6                                               | 11,4                                               |
| CO2-Emission, kombiniert in g/km (1)                                  | 134                                                | 124                                                | 179                                 | 184                                                | 149                                                | 179                                 | 179                                                | 197                                                | 184                                                | 258                                                | 249                                                |
| Abgasnorm nach EU-Klassifikation                                      | Euro 5                                             | Euro 5                                             | Euro 5                              | Euro 5                                             | Euro 5                                             | Euro 5                              | Euro 5                                             | Euro 5                                             | Euro 5                                             | Euro 5                                             | Euro 5                                             |

### Dieselmotoren
| [ 24 ]                                                                | 1.6 CDTI (ecoFLEX)                                         | 1.6 CDTI (ecoFLEX)                                         | 2.0 CDTI (ecoFLEX)                                         | 2.0 CDTI (ecoFLEX)                                         | 2.0 CDTI (ecoFLEX)                                         | 2.0 CDTI (ecoFLEX)                                         | 2.0 CDTI (ecoFLEX)                                         | 2.0 CDTI (ecoFLEX)                                         | 2.0 CDTI (ecoFLEX)                                         | 2.0 BiTurbo CDTI (4x4)                                        | 2.0 BiTurbo CDTI (ecoFLEX) (4x4)                              |
| Bauzeitraum                                                           | seit 07.2015                                               | seit 07.2015                                               | 08.2008–06.2013                                            | 06.2013–07.2015                                            | 08.2008–06.2015 (2)                                        | 06.2013–07.2015                                            | 08.2008–06.2013                                            | 06.2013–12.2014                                            | 01.2015–01.2017                                            | 10.2008–10.2009                                               | 12.2011–06.2015                                               |
| Motorcode                                                             | B16DTJ                                                     | B16DTH                                                     | A20DTC, A20DTL                                             | A20DTC                                                     | A20DTJ                                                     | A20DTE                                                     | A20DTH                                                     | A20DTH                                                     | B20DTH                                                     | A20DTR                                                        | A20DTR                                                        |
| Motorbauart                                                           | R4-Dieselmotor mit Turbolader und Common-Rail-Einspritzung | R4-Dieselmotor mit Turbolader und Common-Rail-Einspritzung | R4-Dieselmotor mit Turbolader und Common-Rail-Einspritzung | R4-Dieselmotor mit Turbolader und Common-Rail-Einspritzung | R4-Dieselmotor mit Turbolader und Common-Rail-Einspritzung | R4-Dieselmotor mit Turbolader und Common-Rail-Einspritzung | R4-Dieselmotor mit Turbolader und Common-Rail-Einspritzung | R4-Dieselmotor mit Turbolader und Common-Rail-Einspritzung | R4-Dieselmotor mit Turbolader und Common-Rail-Einspritzung | R4-Dieselmotor mit Bi-Turbolader und Common-Rail-Einspritzung | R4-Dieselmotor mit Bi-Turbolader und Common-Rail-Einspritzung |
| Hubraum                                                               | 1598 cm³                                                   | 1598 cm³                                                   | 1956 cm³                                                   | 1956 cm³                                                   | 1956 cm³                                                   | 1956 cm³                                                   | 1956 cm³                                                   | 1956 cm³                                                   | 1956 cm³                                                   | 1956 cm³                                                      | 1956 cm³                                                      |
| Leistung                                                              | 88 kW (120 PS) bei 4000 min−1                              | 100 kW (136 PS) bei 3500–4000 min−1                        | 81 kW (110 PS) bei 4000 min−1                              | 88 kW (120 PS) bei 4000 min−1                              | 96 kW (131 PS) bei 4000 min−1                              | 103 kW (140 PS) bei 4000 min−1                             | 118 kW (160 PS) bei 4000 min−1                             | 120 kW (163 PS) bei 4000 min−1                             | 125 kW (170 PS) bei 3750 min−1                             | 140 kW (190 PS) bei 4500 min−1                                | 143 kW (195 PS) bei 4000 min−1                                |
| Drehmoment                                                            | 320 Nm bei 2000 min−1                                      | 320 Nm bei 2000–2250 min−1                                 | 260 (320 mit Overboost) Nm bei 1750–2500 min−1             | 300 (320 mit Overboost) Nm bei 1750–2500 min−1             | 300 (320 mit Overboost) Nm bei 1750–2500 min−1             | 350 (370 mit Overboost) Nm bei 1750–2500 min−1             | 350 (380 mit Overboost) Nm bei 1750–2500 min−1             | 350 (380 mit Overboost) Nm bei 1750–2500 min−1             | 400 Nm bei 1750–2500 min−1                                 | 400 Nm bei 2000 min−1                                         | 400 Nm bei 1750–2500 min−1                                    |
| Getriebe, serienmäßig                                                 | 6-Gang-Schaltgetriebe                                      | 6-Gang-Schaltgetriebe                                      | 6-Gang-Schaltgetriebe                                      | 6-Gang-Schaltgetriebe                                      | 6-Gang-Schaltgetriebe                                      | 6-Gang-Schaltgetriebe                                      | 6-Gang-Schaltgetriebe                                      | 6-Gang-Schaltgetriebe                                      | 6-Gang-Schaltgetriebe                                      | 6-Gang-Schaltgetriebe                                         | 6-Gang-Schaltgetriebe                                         |
| Getriebe, optional                                                    | –                                                          | 6-Stufen-Automatikgetriebe                                 | –                                                          | –                                                          | 6-Stufen-Automatikgetriebe                                 | –                                                          | 6-Stufen-Automatikgetriebe                                 | 6-Stufen-Automatikgetriebe                                 | 6-Stufen-Automatikgetriebe                                 | 6-Stufen-Automatikgetriebe                                    | 6-Stufen-Automatikgetriebe                                    |
| Antriebsart, serienmäßig                                              | Vorderradantrieb                                           | Vorderradantrieb                                           | Vorderradantrieb                                           | Vorderradantrieb                                           | Vorderradantrieb                                           | Vorderradantrieb                                           | Vorderradantrieb                                           | Vorderradantrieb                                           | Vorderradantrieb                                           | Vorderradantrieb                                              | Vorderradantrieb                                              |
| Antriebsart, optional                                                 | –                                                          | –                                                          | –                                                          | –                                                          | –                                                          | –                                                          | Allradantrieb                                              | Allradantrieb                                              | Allradantrieb                                              | Allradantrieb                                                 | Allradantrieb                                                 |
| Beschleunigung 0 bis 100 km/h in s (1)                                | 11,9                                                       | 10,9                                                       | 12,1                                                       | 11,9                                                       | 11,1                                                       | 10,5                                                       | 9,5                                                        | 9,5                                                        | 9,0                                                        | 8,5                                                           | 8,7                                                           |
| Höchstgeschwindigkeit, km/h (1)                                       | 195                                                        | 210                                                        | 190                                                        | 195                                                        | 205                                                        | 205                                                        | 218                                                        | 218                                                        | 225                                                        | 228                                                           | 230                                                           |
| Kraftstoffverbrauch (nach EWG-Richtlinie, kombiniert in l/100 km) (1) | 3,8                                                        | 3,8                                                        | 4,4                                                        | 3,7                                                        | 4,4                                                        | 3,7                                                        | 4,9                                                        | 4,4                                                        | 4,5                                                        | 6,0                                                           | 4,9                                                           |
| CO2-Emission, kombiniert in g/km (1)                                  | 99                                                         | 99                                                         | 116                                                        | 99                                                         | 116                                                        | 99                                                         | 129                                                        | 116                                                        | 118                                                        | 159                                                           | 129                                                           |
| Abgasnorm nach EU-Klassifikation                                      | Euro 6                                                     | Euro 6                                                     | Euro 5                                                     | Euro 5                                                     | Euro 5                                                     | Euro 5                                                     | Euro 5                                                     | Euro 5                                                     | Euro 6                                                     | Euro 5                                                        | Euro 5                                                        |

## Auszeichnungen
Der Opel Insignia erhielt am 17. Februar 2009 den Titel „Auto des Jahres 2009“; vom ADAC erhielt er den ersten Platz der Limousine in der Preisverleihung „Gelber Engel 2009“ und er bekam die Auszeichnung „Auto der Vernunft 2009“. Die Auszeichnung Auto des Jahres wurde von einer Fachjury gewählt, die beiden anderen Auszeichnungen von der Öffentlichkeit. Des Weiteren wurde ihm der „Red Dot Design Award“ für herausragendes Design verliehen. Zudem bekam der Insignia den „Auto Bild Design Award 2009“ in der Klasse Limousinen und Kombis. Er erhielt auch den „Internet Auto Award 2009“ von AutoScout24, der der größte „Online-Publikumspreis der Automobilbranche in Europa“ ist. Darüber hinaus gewinnt der Hochleistungs-Kombi Opel Insignia OPC Sports Tourer zum zweiten Mal in Folge den Preis „Sportscar des Jahres 2009, bzw. 2010“ in der Kombi-Kategorie von „Auto Bild sportscars“, Schwesterblatt der Fachzeitschrift Auto Bild.

## Marktposition/Absatz
Der Vorgänger Opel Vectra C verkaufte sich vergleichsweise schlecht und war am deutschen Markt sehr deutlich hinter VW Passat, Mercedes-Benz C-Klasse, Audi A4 und BMW 3er bei einem Marktanteil von zeitweise 3,6 % auf den sechsten Platz seiner Klasse zurückgefallen. Nachdem zeitweise sogar über eine ersatzlose Einstellung des Vectra spekuliert worden war, galt der Insignia bei seiner Vorstellung als die große Hoffnung Opels, bei den Verkaufszahlen wieder zuzulegen.
Im ersten vollen Verkaufsjahr 2009 wurden etwa 36.300, 2010 ca. 28.200, 2011 rund 26.700 Opel Insignia in Deutschland neu zugelassen. Diese Zahlen liegen jeweils etwa 8000 Fahrzeuge unter denen der beiden ersten Jahre des Vectra C. Der Marktanteil 2010 lag bei etwa 7 % in seiner Klasse und damit weiterhin unter dem Gesamtmarktanteil der Marke von knapp 8 %. Der Abstand zu den fünf oben genannten Konkurrenten hat sich so weit vergrößert, dass sich diese 2010 mit Ausnahme des Škoda etwa doppelt so oft verkauften. Die direkten Konkurrenten wie Ford Mondeo und Škoda Superb konnte der Insignia in Anbetracht der Absatzzahlen in den Jahren 2009 bis 2015 hinter sich lassen. 2016 wurden in Deutschland erstmals mehr Škoda Superb (24.145) zugelassen als Insignia (19.658) und Mondeo (17.861).
Am 26. April 2012 wurde das 500.000. Exemplar gefertigt. 40 % aller bis dahin hergestellten Insignia sind Sports Tourer, weitere 40 % Fließheck-Modelle. Der Anteil der Stufenheck-Limousine beträgt rund 20 %.
In Deutschland war das erste volle Verkaufsjahr 2009 für den Insignia mit 36.347 neu zugelassenen Fahrzeugen das erfolgreichste Jahr des Modells. Dies entsprach einem Marktanteil von 7,6 % in der Mittelklasse. Die niedrigste Zahl verzeichnete Opel mit dem Insignia 2013. In jenem Jahr sank die Anzahl der Neuzulassungen des Insignia auf 16.979 Fahrzeuge, was einem Marktanteil von 4,6 % entsprach. Der Insignia wurde in Deutschland zum großen Teil als Diesel sowie auf gewerbliche Halter zugelassen. Die deutschlandweiten Zulassungen sind folgendermaßen aufzuschlüsseln:
| Jahr | Gesamtzulassungen | Marktanteil, Mittelklasse | Motorisierung | Motorisierung | Antriebsart | Antriebsart | Zulassungsart | Zulassungsart | Bemerkung                                                                                     |
| Jahr | Gesamtzulassungen | Marktanteil, Mittelklasse | Otto          | Diesel        | Front       | Allrad      | Privat        | Gewerblich    | Bemerkung                                                                                     |
| ---- | ----------------- | ------------------------- | ------------- | ------------- | ----------- | ----------- | ------------- | ------------- | --------------------------------------------------------------------------------------------- |
| 2008 | 3.336             | 0,6 %                     | 53,4 %        | 46,6 %        | 74,1 %      | 25,9 %      | 12,9 %        | 87,1 %        | Markteinführung der Stufen- sowie Schräghecklimousine am 22. November                         |
| 2009 | 36.347            | 7,6 %                     | 41,2 %        | 58,8 %        | 93,0 %      | 7,0 %       | 35,2 %        | 64,8 %        | Markteinführung des Sports Tourer im März                                                     |
| 2010 | 28.208            | 6,8 %                     | 23,4 %        | 76,6 %        | 92,4 %      | 7,6 %       | 22,1 %        | 77,9 %        |                                                                                               |
| 2011 | 26.713            | 5,7 %                     | 19,0 %        | 81,0 %        | 85,7 %      | 14,3 %      | 15,9 %        | 84,1 %        |                                                                                               |
| 2012 | 20.910            | 4,9 %                     | 17,6 %        | 82,4 %        | 83,7 %      | 16,3 %      | 14,0 %        | 86,0 %        |                                                                                               |
| 2013 | 16.979            | 4,6 %                     | 12,8 %        | 87,2 %        | 86,0 %      | 14,0 %      | 11,1 %        | 88,9 %        | Markteinführung der Modellpflege am 21. Juni, Markteinführung des Country Tourer im September |
| 2014 | 22.364            | 5,9 %                     | 16,2 %        | 83,8 %        | 84,9 %      | 15,1 %      | 14,1 %        | 85,9 %        |                                                                                               |
| 2015 | 20.325            | 4,8 %                     | 15,9 %        | 84,1 %        | 87,9 %      | 12,1 %      | 10,7 %        | 89,3 %        |                                                                                               |
| 2016 | 19.658            | 4,6 %                     | 13,8 %        | 86,2 %        | 90,2 %      | 9,8 %       | 8,1 %         | 91,9 %        |                                                                                               |

Quelle: KBA